# Відігейра
Відіге́йра (порт. Vidigueira; МФА: [vɨ.di.ˈgɐj.ɾɐ], Видіге́йра) — муніципалітет і містечко в Португалії, в окрузі Бежа. Розташований у південно-східній частині країни, на теренах історичної португальської провінції Алентежу. Належить до Безької діоцезії Католицької церкви в Португалії. Права міського самоврядування має з 1514 року. Поділяється на 4 парафії. За адміністративним поділом, чинним до 1976 року, був складовою провінції Нижнє Алентежу. Площа муніципалітету — 316,61 км², населення муніципалітету — 5932 ос. (2011); густота населення — 18,74 осіб/км²
. Патрон — Діва Марія. Святковий день муніципалітету — Вознесіння. Поштовий індекс — 7960.  Код місцевої адміністративної одиниці — 0214. Складова статистичного регіону Алентежу.

## Географія
Відігейра розташована на південному сході Португалії, на півночі округу Бежа.
Містечко розташоване в 23 км північніше міста Бежа, на автодорозі Бежа — Евора.
Відстань до Лісабона — 129 км, до Бежі —  24 км.
Відігейра межує на півночі з муніципалітетом Портел, на сході — з муніципалітетом Мора (Бежа), на південному сході — з муніципалітетом Серпа, на півдні — з муніципалітетом Бежа, на заході — з муніципалітетом Куба.

### Клімат
| Клімат Відігейра        | Клімат Відігейра | Клімат Відігейра | Клімат Відігейра | Клімат Відігейра | Клімат Відігейра | Клімат Відігейра | Клімат Відігейра | Клімат Відігейра | Клімат Відігейра | Клімат Відігейра | Клімат Відігейра | Клімат Відігейра | Клімат Відігейра |
| Показник                | Січ.             | Лют.             | Бер.             | Квіт.            | Трав.            | Черв.            | Лип.             | Серп.            | Вер.             | Жовт.            | Лист.            | Груд.            | Рік              |
| Середній максимум, °C   | 13,9             | 15,1             | 18,1             | 19,8             | 23,4             | 28,5             | 32,7             | 32,6             | 29,3             | 23,2             | 18,1             | 14,7             | 22,4             |
| Середня температура, °C | 9,6              | 10,5             | 12,4             | 14,0             | 16,8             | 20,9             | 24,1             | 24,2             | 22,2             | 17,7             | 13,5             | 10,8             | 16,4             |
| Середній мінімум, °C    | 5,3              | 6,0              | 6,8              | 8,2              | 10,2             | 13,3             | 15,5             | 15,8             | 15,1             | 12,3             | 9,0              | 6,8              | 10,4             |
| Днів з опадами          | 8                | 8                | 6                | 7                | 6                | 2                | 0                | 0                | 2                | 6                | 7                | 10               | 62               |
| ----------------------- | ---------------- | ---------------- | ---------------- | ---------------- | ---------------- | ---------------- | ---------------- | ---------------- | ---------------- | ---------------- | ---------------- | ---------------- | ---------------- |
| Джерело: www.yr.no      |                  |                  |                  |                  |                  |                  |                  |                  |                  |                  |                  |                  |                  |

## Історія
1514 року португальський король Мануел I надав Відігейрі форал, яким визнав за поселенням статус містечка та муніципальні самоврядні права.

## Пам'ятки
- Муніципальний музей Відігейра
- Музей Відігейра

## Населення
| Кількість мешканців | Кількість мешканців | Кількість мешканців | Кількість мешканців | Кількість мешканців | Кількість мешканців | Кількість мешканців | Кількість мешканців | Кількість мешканців | Кількість мешканців | Кількість мешканців | Кількість мешканців | Кількість мешканців | Кількість мешканців | Кількість мешканців | Кількість мешканців |
| ------------------- | ------------------- | ------------------- | ------------------- | ------------------- | ------------------- | ------------------- | ------------------- | ------------------- | ------------------- | ------------------- | ------------------- | ------------------- | ------------------- | ------------------- | ------------------- |
| 1864                | 1878                | 1890                | 1900                | 1911                | 1920                | 1930                | 1940                | 1950                | 1960                | 1970                | 1981                | 1991                | 2001                | 2011                |                     |
| 7 442               | 8 054               | 8 304               | 8 813               | 9 041               | 8 888               | 10 621              | 11 047              | 11 252              | 10 594              | 8 243               | 7 405               | 6 305               | 6 188               | 5 932               |                     |

## Парафії
- Педроган
- Селмеш
- Відігейра
- Віла-де-Фрадеш